# NGC 3900
NGC 3900 est une galaxie lenticulaire située dans la constellation du Lion. NGC 3900 a été découverte par l'astronome germano-britannique William Herschel en 1785.

## Caractéristiques
NGC 3900 présente une large raie HI.

### Distance
Sa vitesse par rapport au fond diffus cosmologique est de 2 103 ± 21 km/s, ce qui correspond à une distance de Hubble de 31,0 ± 2,2 Mpc (∼101 millions d'al).
À ce jour, sept mesures non basées sur le décalage vers le rouge (redshift) donnent une distance de 28,971 ± 7,807 Mpc (∼94,5 millions d'al), ce qui est à l'intérieur des valeurs de la distance de Hubble.

### Morphologie
NGC 3900 a été utilisée par Gérard de Vaucouleurs comme une galaxie de type morphologique SA(rs)ab dans son atlas des galaxies,.

### Galaxie active
NGC 3900 est aussi une galaxie à noyau actif (AGN).

## Groupe de NGC 3900
NGC 3900 est la plus grosse et la plus brillante trio de galaxies qui porte son nom. Les deux autres galaxies du groupe de NGC 3900 sont NGC 3912 et UGC 6791.
Selon un article publié en 1993 les galaxies UGC 6786 (NGC 3900) et UCG 6801 (NGC 3912) forment une paire de galaxies. Cette paire de galaxies est aussi notée dans un article d'Abraham Mahtessian.